# Vojtěch Uharček
Vojtěch Uharček (6. května 1935 – ?) byl český fotbalový brankář.

## Hráčská kariéra
V československé lize chytal za Dynamo Praha (dobový název Slavie).

### Prvoligová bilance
| Ročník          | Zápasy | Góly | Minuty | Nuly | Klub         |
| --------------- | ------ | ---- | ------ | ---- | ------------ |
| I. liga 1959/60 | 1      | 0    | –      | 0    | Dynamo Praha |
| I. liga 1960/61 | 1      | 0    | 11     | 0    | Dynamo Praha |
| CELKEM I. LIGA  | 2      | 0    | –      | 0    |              |